# ووچونو
ووچونو (به لاتین: Łuczywno) یک روستا در لهستان است که در گمینا اوشک ماوه واقع شده‌است.